# João I de Foix
João de Grailly (c. 1382 - 4 de maio de 1436) foi conde de Foix, co-príncipe de Andorra, visconde de Béarn, de Marsan e de Castelbo, de 1412 a 1436, e conde de Bigorra, de 1425 a 1436. Era o filho primogênito de Arquibaldo I de Grailly, captal de Buch, e de Isabel de Castelbo.

## Biografia
João sucedeu à sua mãe através de um acordo de 22 de fevereiro de 1412, embora os Estados de Béarn tenham objetado fortemente a esse acordo familiar e se recusaram firmemente a ouvir o juramento de João até a morte de Isabel, em 1428. Tendo servido a Carlos VI da França na Aquitânia e a Martim I de Aragão na Sardenha, João se tornou lugar-tenente do rei em Languedoc, quando uma antiga disputa entre Foix e Armagnac estourou novamente. Durante a contenda entre os borgonheses e os Armagnacs, ele conspirou com ambos os partidos, e conseqüentemente ganhou a desconfiança do delfim, futuro Carlos VII da França.
Desertando a causa da França, ele então se aliou a Henrique V da Inglaterra; mas quando Carlos tornou-se rei, em 1422, João voltou para sua antiga aliança e se tornou lugar-tenente do rei em Languedoc e na Aquitânia. Ele então ajudou em suprimir os grupos de saqueadores que estavam devastando a França. Ele lutou por Aragão contra Castela e ajudou seu irmão Pedro, cardeal de Foix, a esmagar insurgentes em Aragão.
João morreu em Mazères, Ariège, aos 54 anos.

## Casamento e descendência
João casou três vezes, e todas as suas esposas tiveram o nome de Joana. O primeiro casamento foi com Joana de Navarra, filha de Carlos III de Navarra e de Leonor de Castela. Depois da morte de Joana sem prole, em fevereiro de 1422, João casou com Joana de Albret, filha de Carlos de Albret, visconde de Dreux, e de Maria de Sully. Eles tiveram dois filhos:
- Gastão (1423-1472), que sucedeu ao pai como Gastão IV de Foix;
- Pedro (1425-1454), visconde de Lautrec e de Villemur.

Joana de Albret morreu em 1433. Dois anos depois, João se casa novamente, agora com Joana de Urgel, filha de Jaime II de Urgel e da infanta Isabel de Aragão. Depois da morte de João, esta se casou novamente com João Raimundo Folc III, conde de Cardona.
João teve quatro filhos ilegítimos conhecidos:
- Isabel de Béarn (m. 1486), casada com Bernardo, barão de Cauna;
- Bernardo de Béarn (m. 1469), senhor de Gerderest;
- João de Béarn, barão de Miossens e senescal de Béarn;
- Pedro, abade de Sainte-Croix, Bordeaux.